# نیدرورشل
نیدرورشل (به آلمانی: Niederorschel) یک شهر در آلمان است که در آیشسفلد واقع شده‌است. نیدرورشل ۳٬۳۸۴ نفر جمعیت دارد.